# Мъжество (монумент)
„Мъжество“ (на руски: Мужество) е паметник на воинската доблест, който е централен монумент в Брестката крепост в република Беларус. Скулптор е Александър Павлович Кибалников през 1971 г.
Скулптурата с височина 33,5 м е значително голяма и се състои от 200 части. Представлява бетонна обвивка, която е прикрепена към метална рамка с решетка от вътрешни колони 6 × 6 м. Нейната тънка обвивка е излята от бетон в хоризонтална равнина. Направени са редове за монтажен кофраж от гипсови форми, който е закрепен към външно скеле. За тази цел в един от цеховете на Брестския завод за стоманобетонни изделия е отлята гипсова форма на паметника в мащаб 1:7. От нея са взети отпечатъци от формата във вид на квадрати с размери 40 × 40 см, които след това са уголемени до естествени размери 280 × 280 см. Транспортирани са до определеното място на паметника и положени там. След подобаващо почистване вътрешната повърност на гипсовия модел става вътрешна и за монумента. Върху модела е монтирана армировка и допълнителен (втори) вътрешен кофраж с цел на кухата иначе фигура да се гарантира качеството на монолитната и обвивка, нейната еднаква дебелина и тегло.
Негативни оценки в обществото предизвиква публикация на Си Ен Ен, която характеризира монумента като един от най-грозните.
В периода 2004 – 2005 г. е извършен главен ремонт, както и консервация и боядисване на външната повърхност на паметника, на който са излети близо 4000 м3 бетон.